# Marcelo Subiotto

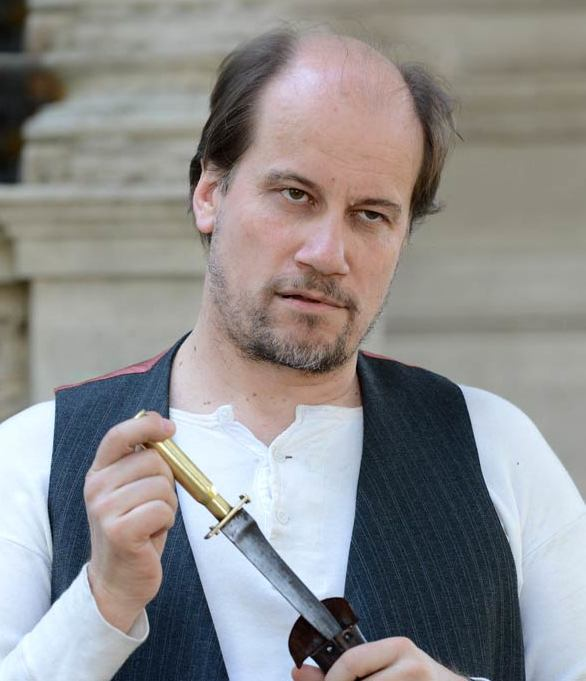
Marcelo Subiotto

Marcelo Subiotto (* 1967 in Buenos Aires, Argentinien) ist ein argentinischer Film- und Theaterschauspieler. 

## Leben
Subiottos Großeltern väterlicherseits kamen aus Triest, Italien, seine Großeltern mütterlicherseits aus Kroatien. Subiotto erlernte den Beruf des Baumeisters, übte diesen jedoch nie aus. Als junger Erwachsener nahm er an einem Schauspiel-Kurs teil, der von jugoslawischen Schauspielern unterrichtet wurde. Subiotto besuchte daraufhin die Schauspielschule Escuela Municipal de Arte Dramático und wurde dort von den Lehrern José Bravo, Martín Salazar und Guillermo Angelelli ausgebildet. Zudem erhielt er auch in Clownerie, Straßentheater und Regie eine Ausbildung. Danach war er als Film- und Theaterschauspieler tätig.
Zu seinen bekanntesten Filmen zählt La luz incidente, für den er 2017 mit dem Premio Sur in der Kategorie Revelación masculina (Entdeckung) ausgezeichnet wurde und zudem für den Cóndor de Plata als bester Schauspieler nominiert wurde.
Im Rahmen des Programms „Kino mit Nachbarn“, spanisch „Cine con vecinos“, arbeiteten die Schauspieler Marcelo Subiotto, Mimí Ardú und Osvaldo Santoro zusammen an einem Independent-Film.

## Filmografie
- 2006: Beinase (TV-Mini-Serie, 5 Folgen)
- 2006: Mientras tanto
- 2007: 15 minutos de gloria
- 2007: El sentido del miedo
- 2013: El Crítico
- 2014: La piel (Kurzfilm)
- 2014: Doce casas (TV-Mini-Serie, 2 Folgen)
- 2014: Las 13 esposas de Wilson Fernández (TV-Serie, 2 Folgen)
- 2015: Los siete locos y los lanzallamas (TV-Serie, 29 Folgen)
- 2015: La luz incidente
- 2015: Una mujer en el bosque (Kurzfilm)
- 2016: Me casé con un boludo
- 2016: La larga noche de Francisco Sanctis
- 2016: Historias breves 12
- 2016: Esteros
- 2017: La fragilidad de los cuerpos (TV-Serie, 8 Folgen)
- 2018: Encerrados (TV-Serie, 1 Folge)
- 2018: Animal
- 2018: Familia sumergida
- 2018: Hojas verdes de Otoño
- 2019: El Bosque de los Perros
- 2019: Delfin
- 2019: La afinadora de árboles
- 2019: Ciegos
- 2020: Crímenes de familia
- 2021: Bahía blanca
- 2021: Piedra noche
- 2021: Paartherapie mal anders (TV-Serie, 5 Folgen)
- 2021: La Encomienda
- 2022: The Stolen Cup
- 2025 Im Dreck, Serie

## Auszeichnungen
- 2017: Condor de Plata (Film: La luz incidente) (nominiert)